# AC4 (album)
AC4 är debutalbumet av det svenska bandet AC4, utgivet som LP på Ny våg Records (Ny Våg #123) i Sverige september 2009 och CD oktober 2009, sedan som LP i både svart och grön vinyl (ltd ed 100 exemplar) av Deranged records (DY#161) i Kanada juni 2010, återsläppt igen som CD april 2010 och på vit vinyl (ltd ed 500 exemplar) i november 2010 på Ny Våg records och som CD på Shock Entertainment (CTX611CD) i Australien april 2011. De svenska utgåvorna har framsidans text i lila, de kanadensiska i grönt och den australiska i rött.

## Låtlista
1. Detonate
2. Where Are The Kids
3. I Wanna Go
4. The Same Fight
5. Assassination
6. Fuck The Pigs
7. I Can Do It
8. Won't Bow Down
9. It Catches Up
10. My Condition
11. Pigs Lose
12. It's Over In A Second
13. Let's Go To War
14. Coptown
15. This Is It

## Medverkande
- Dennis Lyxzén – sång
- Karl Backman – gitarr
- David Sandström – bas
- Jens Nordén – trummor

- Fredrik Lyxzén - inspelning på Parasit Studios
- Oscar Sandlund - mixning på This Fucking City Is Run By Pigs
- Robert Pettersson, Marcus Axelsson - omslag
- Pelle Henricsson - mastering på Tonteknik

## Video
En officiell musikvideo till låten "Won't Bow Down" filmades under bandets Australienturné 2011. För regin stod filmaren Rhys Day.